# Kal, Tolmin
Kal este o localitate din comuna Tolmin, Slovenia.